# 北秋川
北秋川（きたあきがわ）は、東京都西多摩郡檜原村を流れる一級河川で、多摩川水系秋川（南秋川）の支流である。

## 地理
奥多摩周遊道路最高点付近、檜原村と奥多摩町の境界に位置する月夜見山東斜面に源を発する。月夜見沢として概ね東へ流れ、北秋川となり、檜原村役場付近で南秋川（秋川）に合流する。東京都道205号水根本宿線に沿い流れている。流域にはキャンプ場（北秋川自然休暇村）もある。

## 支流
下流より
- セト沢
- 八割沢
- 神戸川
- 湯久保沢
- 月夜見沢
- 白岩沢（月夜見沢と合流し、北秋川になる）